# Нюрбургринг
Нюрбургринг (нім. Nürburgring) — гоночна траса в Німеччині, поряд з містечком Нюрбург (федеральна земля Рейнланд-Пфальц). Будівництво траси завершили весною 1927 року, а перші змагання Всезагального німецького автомобільного клубу відбулися 18 травня 1927 року.
| Схема траси                              |                                                                              |
| Назва                                    | Nürburgring                                                                  |
| Розташування                             | Нюрбург, Німеччина                                                           |
| Географічні координати                   | 50°19′51″ п.ш. 6°56′31″ с. д.                                                |
| Власник                                  | олігарх Віктор Харитонін ( Росія), з жовтня 2014                             |
| Основні змагання                         | Формула-1, DTM, GP2, Формула-3, 1000 км Нюрбургринга, 24 години Нюрбургринга |
| Довжина траси                            | 5,148 км.                                                                    |
| Повороти                                 | 15                                                                           |
| Рекорд кола в теперішній конфігурації    | 1'29.468 Міхаель Шумахер Ferrari (2004)                                      |
| Статистика в чемпіонатах світу Формули 1 |                                                                              |
| Перший Гран-Прі                          | Гран-Прі Німеччини 1951 року                                                 |
| Теперішній статус Гран-Прі               | Проводяться                                                                  |
| Проведено Гран-Прі                       | 38 (станом на поч. 2012)                                                     |
| Найбільше перемог в Гран-Прі на трасі    |                                                                              |
| Пілот                                    | Міхаель Шумахер (5)                                                          |
| Команда                                  | Scuderia Ferrari                                                             |

```
В наш час на трасі проводять перегони Formula1, DTM, GP2 і інші автоспортивні серії.
```

Також на автодромі проводять змагання з інших видів спорту та щорічний рок-фестиваль Rock Am Ring.
Траса побудована недалеко від містечка Нюрбург і середньовічного замку в горах Айфель, близько 70 кілометрів на південь від Кьольна і 100 кілометрів на північний захід від Майнца.
•
Конфігурація
Спочатку траса складалася зі чотирьох кілець — Gesamtstrecke 28,265 км довжини, («Об'єднана Петля»), яка в свою чергу складалася із 22,810-кілометрової Nordschleife («Північна Петля»), і 7,747-кілометровою Südschleife («Південна Петля»). Також була 2,281-кілометрове «кільце» для проведення передзмагальних тренувань (warm-up) Betonschleife, навкруг піт-лейн.
На зорі існування автодром складався із чотирьох кілець — Між 1982 і 1983 роками область в районі прямої старт-фініш була ліквідована, для того, щоб створити новий GP-Strecke — саме на цій трасі проводяться основні автомобільні змагання в наш час. Однак Nordschleife використовується у світі автоспорту і сьогодні — яку Джекі Стюард прозвав Зеленим пеклом. І ця частина автодрому вважається найскладнішою кільцевою трасою у світі.
На «Північній Петлі» проводилися Гран-Прі Формули 1 до Гран-Прі Німеччини 1976 року. Причина цьому невідповідність траси вимогам безпеки, що досягло своєї «точки кипіння» після аварії Ніккі Лауди цього року, а Гран-Прі Німеччини був перенесений на Хоккенхаймринг і більше ніколи Великі Призи не поверталися на Nordschleife.
Перегони Формули 1 на Нюрбургринзі відновилися в 1984 році на перебудованій частині траси GP-Strecke. У 2002 році було збудовано комплекс поворотів Mercedes-Arena, який продовжив довжину траси на 0,5 км. В перегонах DTM використовується коротший варіант траси, де пілоти на виході із Mercedes-Arena розвертаються і виходять прямо на 11-й поворот, минаючи шпильку Dunlop. Отож довжина траси для DTM становить 3629 метрів.

#### Характеристики конфігурацій автодрому
| Версія | Довжина (м) | Гран-Прі                                                                                  | Рекорд кола в кваліфікації; гонці (хв)                             |
| ------ | ----------- | ----------------------------------------------------------------------------------------- | ------------------------------------------------------------------ |
| 1951   | 22 810      | 13 (1951-54, 1956-58, 1961-66)                                                            | 8'16.5, 1966, Дж. Кларк; 8'24.1, 1965, Дж. Кларк                   |
| 1967   | 22 835      | 9 (1967—1969, 1971—1976)                                                                  | 7'00.8, 1974, Нікі Лауда; 7'06.4, 1975, Клей Регаццоні             |
| 1984   | 4 542       | 2 (Європа 1984, Німеччина 1985)                                                           | 1'17.429, 1985, Тео Фабі; 1'22.806, 1985, Нікі Лауда               |
| 1995   | 4 556       | 6 (Європа 1995, Європа 1996, Люксембург 1997, Люксембург 1998, Європа 1999 — Європа 2001) | 1'14.960, 2001, Міхаель Шумахер; 1'18.354, 2001, Хуан-Пабло Монтоя |
| 2002   | 5 146       | 1 (Європа 2002)                                                                           | 1'29.906, 2002, Хуан-Пабло Монтоя; 1'32.226, 2002, Міхаель Шумахер |
| 2003   | 5 148       | 5 (Європа 2003 — Європа 2007)                                                             | 1'28.351, 2004, Міхаель Шумахер; 1'29.468, 2004, Міхаель Шумахер   |

### 1923–1939
Автоперегони в горах Ейфель, які назвали ADAC Eifelrennen, почали проводиться ще на початку 1920-х рр. Та для того, щоб забезпечити робочі місця і привабити туристів, було потрібне будівництво кільцевої траси на прикладі Монци і АФУСа. Однак розроблений профіль траси повністю відрізнявся від інших автодромів великою кількістю поворотів. Будівництво нового автодрому було розпочато у вересні 1923 році.
Будівництво закінчили в 1927 році, а перегони ADAC Eifelrennen були продовжені на новій трасі. Цього ж року на трасі було проведено друге Гран-Прі Німеччини (дивіться Гран Прі Львова). Перший був проведений попереднього року на автодромі АФУС. Крім цього траса була відкрита кожного вечора і на вихідні, як одностороння платна дорога.
Повна траса складалася із 174 поворотів, шириною 8—9 метрів.
1939 року повне кільце використалося останній раз в перегонах, а останнє після цього Гран-Прі проводилося тільки на Nordschleife. Мотоперегони і перегони молодших серій проводилися на безпечнішій і коротшій ділянці траси — Südschleife.
Рудольф Караччіола, Таціо Нуволарі, Берндт Розмаєр та інші видатні гонщики демонстрували свою майстерність на цій довгій та видовищній трасі.

### 1947—1970
Після Другої світової війни Нюрбургринг знову став місцем проведення Гран Прі Німеччини, який тепер входив у чемпіонат світу Формула 1. Неофіційний титул Ringmeister (Майстер Кільця) отримали Альберто Аскарі, Хуан Мануель Фанхіо, Стірлінг Мосс, Джекі Стюарт.
Першу перемогу в рамках Гран Прі здобув Аскарі — на двадцять кіл дистанції в нього пішло три з половиною години. Але краще коло показав Фанхіо в 1951 році — 9'55 хв.
5 серпня 1961 року під час практики на Гран Прі Німеччини, Філ Хілл став першою людиною, яка змогла проїхати Nordschleife менш ніж за 9 хвилин (8'55.2 при середній швидкості 153,4 км/год) на Ferrari 156.
Починаючи з 1953 року, почали проводити перегони 1000 км Нюрбургрингу, а з 1970 — 24 години Нюрбургрингу.
До кінця 1960-х років Nordschleife перестав відповідати стандартам безпеки. В 1967 році було добудовано шикану перед прямою старт/фініш, яку назвали Hohenrain, для того, щоб зменшити швидкість на ділянці при виїзді з піт-лейн.
1970 року, післі загибелі Пірса Каріджа на трасі Зандвоорт, пілоти Формули 1 вирішили бойкотувати німецьку трасу, якщо куратори траси не поліпшать стандарти безпеки.
В результаті цього Гран Прі був перенесений в Хокенхаймринг.

### 1971–1983
Після робіт по покращенні безпеки (які стосувалися перш за все у встановленні захисних бар'єрів безпеки та деякого вирівнювання траси), Гран-Прі Німеччини повернувся в гори Ейфель на період з 1971 по 1976 роки.
Та незважаючи на всі пророблені роботи по вдосконаленні безпеки траси, значна довжина (більше 22 км) не дозволяла постійно відповідати вимогам безпеки та все зростаючими стандартами телевізійного ринку. Нікі Лауда, дійсний чемпіон світу, єдиний пілот, якому вдалося проїхати повну ділянку Nordschleife менше ніж за 7 хвилин. 6:58.6, 1975 рік, запропонував пілотам бойкотувати проведення Гран-Прі на Нюрбургринзі в 1976 році. Але ідею не підтримали і перегони відбулися. За збігом, але саме Ferrari Лауди зазнало аварії на 2-му колі перегонів, здійнялася сильна пожежа і завдяки іншим пілотам (Артуро Мерцаріо, Гай Едвардс, Брет Ланджер і Гаральд Ертль), Лауді вдалося врятуватися, а не маршали перегонів, котрі були рідко розставлені вздовж траси.
Крім того аварія показала, що на таких відстанях пожежні і санітарні автомобілі прибувають занадто пізно. Це було кінцем старого Нюрбургрингу для Формулли 1, яка з 1977 року проходила на Хокенхаймринзі.
В 1980 році на старій Nordschleife було проведено останній раз Гран-Прі MotoGP. А в 1981 році розпочалося будівництво нової траси довжиною 4,5 км. В районі піт-лейн. Nordschleife був скорочений до 20 832 м, з допоміжним невеликим піт-лейном. Ця версія використовувалася для перегонів у 1983 році, до прикладу 1000 км Нюрбургрингу (час поул-позиції Штефана Белоффа на Porsche 956 склало 6,11 хвилини).

### 1984–2007
Новий Нюрбургринг для проведення Гран-Прі Формули 1 був закінчений в 1984 році і названий GP-Strecke. Траса відповідала найвищими стандартами безпеки, але по характеру траса була блідою тінню своєї колишньої величі. Серед вболівальників є думка, що нова траса не має права носити легендарне ім'я, тож пропонували назвати трасу Eifelring, Ersatzring чи Green Party Ring.
Айртон Сенна здобув перемогу на новій 4542-метровій трасі на перегонах, які були приурочені її відкриттю. Ці перегони відбувалися на дорожніх спорткарах Mercedes 190S, в ній брали участь декілька поколінь пілотів — Ален Прост, Кеке Росберг, Алан Джонс, Джеймс Хант, Стірлінг Мосс, Філ Хілл, Джек Бребем.
В 1984 році на новій трасі було проведено змагання Формули 1 Гран-Прі Європи, а в 1985 році Гран-Прі Німеччини. Потім «Королева автоспорту» знову покинула автодром, на якому знову проводилися перегони на витривалість (Дивіться World Sportscar Championship, або WSC), DTM, MotoGP, перегони вантажівок та рок-концерти.
Після феєричних успіхів Міхаеля Шумахера в календар перегонів Формули 1 був введений ще один німецький етап, він почав проводитися на Нюрбургринзі, під назвою Гран-Прі Європи або Гран-Прі Люксембургу.
Але в останні роки через високу конкуренцію за право проведення Гран-Прі Формула 1, було прийнято рішення про те, що Гран-Прі Німеччини буде проводитися почергово на Нюрбургринзі і у Хокенхаймі. Цікавий момент, етап 2007 року, через спір на комерційні права між власниками цих обох трас, проводився на Нюрбургринзі, саме як Гран-Прі Європи (а Гран-Прі Німеччини був виключений із календаря змагань).
Переможні Гран-прі на трасі Нюрбургринг
Гран-Прі Європи
| Рік  | №  | Пілот         | Виробник          | Звіт |
| ---- | -- | ------------- | ----------------- | ---- |
| 2007 | 17 | Ф. Алонсо     | McLaren- Mercedes | -    |
| 2006 | 16 | М. Шумахер    | Ferrari           | -    |
| 2005 | 15 | Ф. Алонсо     | Renault           | -    |
| 2004 | 14 | М. Шумахер    | Ferrari           | -    |
| 2003 | 13 | Р. Шумахер    | Williams-BMW      | -    |
| 2002 | 12 | Р. Баррікелло | Ferrari           | -    |
| 2001 | 11 | М. Шумахер    | Ferrari           | -    |
| 2000 | 10 | М. Шумахер    | Ferrari           | -    |
| 1999 | 9  | Дж. Херберт   | Stewart-Ford      | -    |
| 1996 | 7  | Ж. Вільньов   | Williams-Renault  | -    |
| 1995 | 6  | М. Шумахер    | Benetton-Renault  | -    |
| 1984 | 2  | А. Прост      | McLaren- TAG      | -    |
| 2003 | 13 | Р. Шумахер    | Williams-BMW      | -    |

Гран-Прі Люксембургу
| Рік  | № | Пілот       | Виробник         | Звіт |
| ---- | - | ----------- | ---------------- | ---- |
| 1998 | 2 | М. Хаккінен | McLaren-Mercedes | -    |
| 1997 | 1 | Ж. Вільньов | Williams-Renault | -    |

Гра-Прі Німеччини
| Рік  | №  | Пілот                    | Виробник       | Траса/Кільце              | Звіт      |
| ---- | -- | ------------------------ | -------------- | ------------------------- | --------- |
| 2009 | 49 | М. Вебер                 | Red Bull       | Нюрбургринг               | -         |
| 1985 | 33 | М. Альборетто            | Ferrari        | Нюрбургринг GP-Strecke    | -         |
| 1976 | 24 | Дж. Хант                 | McLaren-Ford   | Нюрбургринг Nordschleife  | -         |
| 1975 | 23 | К. Райтеманн             | Brabham-Ford   | Нюрбургринг Nordschleife  | -         |
| 1974 | 22 | К. Регацционі            | Ferrari        | Нюрбургринг Nordschleife  | -         |
| 1973 | 21 | Дж. Стюарт               | Tyrrell-Ford   | Нюрбургринг Nordschleife  | -         |
| 1972 | 20 | Ж. Ікс                   | Ferrari        | Нюрбургринг Nordschleife  | -         |
| 1971 | 19 | Дж. Стюарт               | Tyrrell-Ford   | Нюрбургринг Nordschleife  | -         |
| 1969 | 17 | Ж. Ікс                   | Brabham-Ford   | Нюрбургринг Nordschleife  | -         |
| 1968 | 16 | Дж. Стюарт               | Matra-Ford     | Нюрбургринг Nordschleife  | -         |
| 1967 | 15 | Д. Х'юм                  | Brabham-Repco  | Нюрбургринг Nordschleife  | -         |
| 1966 | 14 | Дж. Бребем               | Brabham-Repco  | Нюрбургринг Nordschleife  | -         |
| 1965 | 13 | Дж. Кларк                | Lotus-Climax   | Нюрбургринг Nordschleife  | -         |
| 1964 | 12 | Дж. Сортіс               | Ferrari        | Нюрбургринг Nordschleife  | -         |
| 1963 | 11 | Дж. Сортіс               | Ferrari        | Нюрбургринг Nordschleife  | -         |
| 1962 | 10 | Г. Хілл                  | BRM            | Нюрбургринг Nordschleife  | -         |
| 1961 | 9  | С. Мосс                  | Lotus-Climax   | Нюрбургринг Nordschleife  | -         |
| 1960 |    | Й. Боньє                 | Porsche 718    | Нюрбургринг Südschleife   | Формула 2 |
| 1958 | 7  | Т. Брукс                 | Vanwall        | Нюрбургринг Nordschleife  | -         |
| 1957 | 6  | Х. М. Фанхіо             | Maserati       | Нюрбургринг Nordschleife  | -         |
| 1956 | 5  | Х. М. Фанхіо             | Lancia-Ferrari | Нюрбургринг Nordschleife  | -         |
| 1954 | 4  | Х. М. Фанхіо             | Mercedes       | Нюрбургринг Nordschleife  | -         |
| 1953 | 3  | Н. Фаріна                | Ferrari        | Нюрбургринг Nordschleife  | -         |
| 1952 | 2  | А. Аскарі                | Ferrari        | Нюрбургринг Nordschleife  | -         |
| 1951 | 1  | А. Аскарі                | Ferrari        | Нюрбургринг Nordschleife  | -         |
| 1939 |    | Р. Караччіола            | Mercedes-Benz  | Нюрбургринг Gesamtstrecke | -         |
| 1938 |    | Р. Сімен                 | Mercedes-Benz  | Нюрбургринг Gesamtstrecke | -         |
| 1937 |    | Р. Караччіола            | Mercedes-Benz  | Нюрбургринг Gesamtstrecke | -         |
| 1936 |    | Б. Роземаєр              | Auto Union     | Нюрбургринг Gesamtstrecke | -         |
| 1935 |    | Т. Нуваларі              | Alfa Romeo     | Нюрбургринг Gesamtstrecke | -         |
| 1934 |    | Г. Штук                  | Auto Union     | Нюрбургринг Gesamtstrecke | -         |
| 1932 |    | Р. Караччіола            | Alfa Romeo     | Нюрбургринг Gesamtstrecke | -         |
| 1931 |    | Р. Караччіола            | Mercedes-Benz  | Нюрбургринг Gesamtstrecke | -         |
| 1929 |    | Л. Шірон                 | Bugatti        | Нюрбургринг Gesamtstrecke | -         |
| 1928 |    | Р. Караччіола, К. Вернер | Mercedes-Benz  | Нюрбургринг Gesamtstrecke | -         |
| 1927 |    | О. Мерц                  | Mercedes-Benz  | Нюрбургринг Gesamtstrecke | -         |

Карта
В наш час знаменита «Північна Петля» (нім. Nordschleife) відкрита для використання гонщиками-любителями — за 24 євро можна проїхати одне коло легендарною трасою.